# Order Wojskowy Niebieskiego Nieba i Białego Słońca
Order Wojskowy Niebieskiego Nieba i Białego Słońca (chiń. trad. 青天白日勳章; pinyin Qīngtiān báirì xūnzhāng) – drugie w hierarchii ważności odznaczenie wojskowe w Republice Chińskiej.
Ustanowiony 15 maja 1929. Nadawany za wybitny wkład w bezpieczeństwo narodowe. Nazwa i wygląd odznaczenia pochodzą od symboli godła Republiki Chińskiej i Kuomintangu. 
W przeciwieństwie do większości orderów Republiki Chińskiej jest to odznaczenie jednostopniowe. Od roku 1981 order wręczany jest z Wielką Wstęgą. Przedtem miał formę rozetki. 

## Niektórzy posiadacze orderu
- Huang Baitao
- Claire Chennault
- Xie Jinyuan
- Hu Lian
- Charles Lindbergh
- Albert C. Wedemeyer